# The Invaders

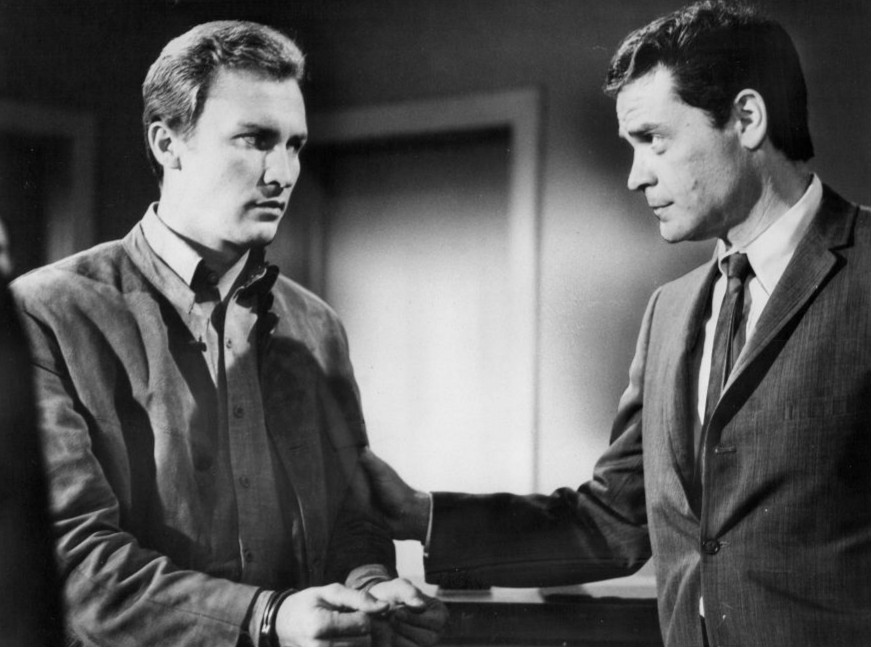
Roy Thinnes (esquerda) e Lee Farr

The Invaders (no Brasil, Os Invasores) foi uma série de televisão de ficção científica criada por Larry Cohen e exibida nos Estados Unidos pela rede ABC, por uma temporada e meia, entre 1967 e 1968. Apesar da curta duração, a série se tornou cult.
Roy Thinnes estrelava como o arquiteto David Vincent, que descobrira uma invasão alienígena em andamento e consequentemente viajava de um lugar a outro tentando frustrar os planos dos alienígenas e alertar a Terra do perigo. 
Durante a série, Vincent gradualmente convenceu um pequeno grupo de pessoas a ajudá-los a combater a trama alienígena, principalmente o industrial milionário Edgar Scoville (interpretado por Kent Smith), que se tornou um personagem semi-regular em dezembro de 1967. 
A série foi produzida por Quinn Martin, que se inspirou em duas fontes para criar o programa. Uma foi sua série anterior, a imensamente popular O Fugitivo (The Fugitive), que se encerrara em 1967. A outra foi a onda de filmes de réplicas alienígenas ocorrida na década dos anos 1950s, tendo como exemplos Vampiros de Almas (Invasion of the Body-Snatchers) e o britânico Quatermass II, conhecido nos EUA como Enemy From Space. Apesar dessas histórias paranóicas de extraterrestres passando-se por humanos e vivendo entre nós enquanto planejam a conquista serem costumeiramente metáforas do "Terror Vermelho", Martin simplesmente queria um enredo que manteria o herói vagando de um lugar a outro, o que explicaria por que não poderia simplesmente livrar-se dos invasores ao procurar as autoridades (os invasores não apenas já tinham se infiltrado nas instituições humanas, mas também a maioria das pessoas desqualificaria a tese de uma invasão alienígena como delírio paranóico). 
A espaçonave com que eles chegam à Terra é um disco voador de aspecto derivado daquele mostrado nas fotografias controversas de George Adamski, porém, ao invés de ter três esferas na parte inferior a nave dos invasores tem cinco saliências cavadas. Era um princípio da equipe de produção não apresentar um visual de cenários e objetos cênicos que fossem totalmente alienígenas comparados aos equipamentos humanos convencionais (como H. R. Giger fez em Alien). O modo preferido pelos alienígenas para matar alguém era aplicar um disco com cinco luzes brilhantes na nuca, causando hemorragia cerebral.
Os invasores jamais tiveram um nome, nem seu planeta. Não eram sequer mostrados em sua forma alienígena verdadeira; sua aparência humana era um disfarce, e a menos que recebessem tratamentos periódicos exigindo equipamentos que consumiam grande quantidade de energia elétrica, reverteriam automaticamente a suas formas alienígenas. (Uma cena na série mostrou um alienígena começando a reverter, filmado distorcido e com luzes piscantes.) Possuíam certas cartacterísticas pelas quais podiam ser descobertos, tais como sua ausência de pulso. Quase todos eram desprovidos de emoções e tinham dedos mínimos rígidos, embora houvesse muitos "modelos de luxo" que podiam mover esse dedo. Havia também certo número de alienígenas mutantes, que ao contrário da maioria, tinham emoções semelhantes às dos humanos, e opunham-se à conquista alienígena. Um truque frustrante da série é que sua existência não podia ser documentada ao morrerem, pois seus cadáveres sempre brilhavam e desapareciam, junto com as roupas, quaisquer objetos que carregassem e tudo o que tocassem quando de sua morte.
Em 1995, a série teve uma continuação em forma de minissérie também intitulada Os Invasores. Scott Bakula estrelava como Nolan Wood, que descobria a conspiração alienígena, e Roy Thinnes reprisou seu papel como David Vincent, agora envelhecido, passando o fardo para Wood.